# Associazione Calcio Cesena 1999-2000
Questa pagina raccoglie le informazioni riguardanti l'Associazione Calcio Cesena nelle competizioni ufficiali della stagione 1999-2000.

## Stagione
Nella stagione 1999-2000 il Cesena disputa il campionato di Serie B, raccoglie 45 punti con il diciassettesimo posto, disputa e perde anche un doppio spareggio con la Pistoiese, giunta al termine della stagione con gli stessi 45 punti dei cesenati, retrocedendo in Serie C1. Allenato da Walter Nicoletti il Cesena inizia il torneo cadetto con un buon passo, il girone di andata  viene chiuso a metà classifica con 23 punti, nel girone di ritorno si è perso qualche posizione, lottando per non retrocedere. Il Cesena è riuscito nel finale di torneo ad agguantare la Pistoiese a 45 punti, i toscani che erano partiti con una penalizzazione di quattro punti, ma hanno perso gli spareggi promozione, che hanno deciso il quart'ultimo posto, nei due spareggi i bianconeri hanno perso a Pistoia (3-1), mentre al Manuzzi non sono riusciti ad andare oltre l'(1-0), con in panchina il secondo allenatore Paolo Ammoniaci, al posto di Walter Nicoletti. Miglior marcatore stagionale del Cesena è risultato Carlo Taldo autore di 16 reti nel campionato. Nella Coppa Italia si è ritornati ai gironi, il Cesena disputa il girone 2 a quattro squadre, con andata e ritorno, che è stato vinto dalla Sampdoria davanti ai romagnoli.

## Rosa
| N. |                   | Ruolo | Calciatore            |
| -- | ----------------- | ----- | --------------------- |
| 1  | Italia (bandiera) | P     | Cristiano Scalabrelli |
| 2  | Italia (bandiera) | D     | Alberto Mantelli      |
| 3  | Italia (bandiera) | D     | Mario Manzo           |
| 4  | Italia (bandiera) | C     | Davide Cangini        |
| 5  | Italia (bandiera) | D     | Giuseppe Baronchelli  |
| 6  | Italia (bandiera) | C     | Matteo Superbi        |
| 7  | Italia (bandiera) | C     | Massimiliano Longhi   |
| 7  | Italia (bandiera) | C     | Angelo Paradiso       |
| 8  | Italia (bandiera) | D     | Emanuele Tresoldi     |
| 9  | Italia (bandiera) | A     | Marcello Campolonghi  |
| 10 | Italia (bandiera) | C     | Marco Barollo         |
| 11 | Italia (bandiera) | A     | Carlo Taldo           |
| 12 | Italia (bandiera) | P     | Andrea Armellini      |
| 13 | Italia (bandiera) | P     | Nicola Santoni        |

| N. |                       | Ruolo | Calciatore         |
| -- | --------------------- | ----- | ------------------ |
| 14 | Italia (bandiera)     | C     | Giuseppe Scienza   |
| 15 | Italia (bandiera)     | D     | Samuele Olivi      |
| 16 | Italia (bandiera)     | C     | Nicola Antonellini |
| 16 | San Marino (bandiera) | C     | Simone Pacini      |
| 17 | Italia (bandiera)     | A     | Matteo Bondi       |
| 18 | Italia (bandiera)     | D     | Andrea Cottini     |
| 19 | Romania (bandiera)    | A     | Daniel Pancu       |
| 20 | Italia (bandiera)     | C     | Alessandro Romano  |
| 20 | Italia (bandiera)     | C     | Marco Piovanelli   |
| 22 | San Marino (bandiera) | D     | Roberto Cevoli     |
| 23 | Italia (bandiera)     | A     | Alessandro Bianchi |
| 24 | Italia (bandiera)     | C     | Nicola Campedelli  |
| 26 | Italia (bandiera)     | P     | Claudio Furlan     |
| 27 | Italia (bandiera)     | C     | Ivan Piccoli       |

## Risultati

### Campionato

#### Girone di andata
| Cesena 29 agosto 1999 1ª giornata | Cesena           | 0 – 0 | Pescara | Stadio Dino Manuzzi\| Arbitro: \| Paparesta (Bari) \| |
| Arbitro:                          | Paparesta (Bari) |       |         |                                                       |

| Arbitro: | Preschern (Mestre) |

|                |           |                 |
| Di Michele 88’ | Marcatori | 26’ Campolonghi |

| Arbitro: | Trentalange (Torino) |

|                    |           |             |
| Pizzi 37’ Toni 70’ | Marcatori | 76’ Scienza |

| Arbitro: | N. Ayroldi (Molfetta) |

|            |           |  |
| Cevoli 14’ | Marcatori |  |

| Arbitro: | Castellani (Verona) |

|                              |           |                 |
| Cappellini 17’ Bresciano 66’ | Marcatori | 77’ Baronchelli |

| Arbitro: | Branzoni (Pavia) |

|           |           |                |
| Taldo 33’ | Marcatori | 51’ G. Ferrari |

| Arbitro: | Bolognino (Milano) |

|                            |           |                     |
| Servidei 10’ Buonocore 34’ | Marcatori | 55’ Pancu 77’ Taldo |

| Cesena 24 ottobre 1999 8ª giornata | Cesena              | 0 – 0 | Ravenna | Stadio Dino Manuzzi\| Arbitro: \| Castellani (Verona) \| |
| Arbitro:                           | Castellani (Verona) |       |         |                                                          |

| Arbitro: | Strazzera (Trapani) |

|  |           |                            |
|  | Marcatori | 49’ Barollo 88’ Campedelli |

| Arbitro: | Bonfrisco (Monza) |

|                 |           |  |
| Baronchelli 78’ | Marcatori |  |

| Arbitro: | N. Ayroldi (Molfetta) |

|                 |           |                |
| C. Esposito 36’ | Marcatori | 35’ Campedelli |

| Arbitro: | Gabriele (Frosinone) |

|                                       |           |  |
| Campolonghi 39’ Taldo 66’ (rig.), 81’ | Marcatori |  |

| Arbitro: | Soffritti (Ferrara) |

|                         |           |                |
| De Cesare 53’ Lanna 81’ | Marcatori | 33’ Campedelli |

| Arbitro: | Nucini (Bergamo) |

|                         |           |                                  |
| Scienza 10’ Superbi 52’ | Marcatori | 15’ Bonazzoli 45+1’ E. Filippini |

| Arbitro: | Bertini (Arezzo) |

|                           |           |                                    |
| Barollo 6’ Manzo 68’, 71’ | Marcatori | 23’ (rig.) Ambrosi 43’, 52’ Brncic |

| Arbitro: | Rodomonti (Teramo) |

|                 |           |            |
| C. Bellucci 62’ | Marcatori | 2’ Scienza |

| Arbitro: | Messina (Bergamo) |

|                 |           |             |
| Campolonghi 88’ | Marcatori | 37’ Fattori |

| Arbitro: | Strazzera (Trapani) |

|             |           |  |
| Imbriani 7’ | Marcatori |  |

| Arbitro: | Bonfrisco (Monza) |

|          |           |          |
| Taldo 6’ | Marcatori | 26’ Doni |

#### Girone di ritorno
| Arbitro: | Pirrone (Messina) |

|                                       |           |  |
| Palumbo 53’, 84’ Zanini 57’ Sullo 81’ | Marcatori |  |

| Arbitro: | Rosetti (Torino) |

|                                       |           |  |
| Taldo 5’ (rig.), 43’, 70’ Barollo 77’ | Marcatori |  |

| Arbitro: | Serena (Bassano del Grappa) |

|                       |           |  |
| Barollo 14’ Taldo 74’ | Marcatori |  |

| Arbitro: | Saccani (Mantova) |

|                                        |           |                            |
| Carparelli 12’ Francioso 34’, 55’, 91’ | Marcatori | 8’ Campedelli 30’ Tresoldi |

| Arbitro: | Cassarà (Palermo) |

|                           |           |              |
| Baronchelli 18’ Taldo 35’ | Marcatori | 24’ Regonesi |

| Bergamo 5 marzo 2000 25ª giornata | Alzano Virescit  | 0 – 0 | Cesena | Stadio Atleti Azzurri d'Italia\| Arbitro: \| Pin (Conegliano) \| |
| Arbitro:                          | Pin (Conegliano) |       |        |                                                                  |

| Arbitro: | Pirrone (Messina) |

|           |           |                    |
| Taldo 19’ | Marcatori | 51’ (rig.) Miccoli |

| Arbitro: | Gabriele (Frosinone) |

|                        |           |  |
| Murgita 50’ Grabbi 91’ | Marcatori |  |

| Arbitro: | N. Ayroldi (Molfetta) |

|                                       |           |              |
| Campolonghi 55’ Taldo 66’, 85’ (rig.) | Marcatori | 25’ Bellotto |

| Arbitro: | Fausti (Milano) |

|              |           |  |
| Rutzittu 65’ | Marcatori |  |

| Cesena 7 aprile 2000 30ª giornata | Cesena           | 0 – 0 | Sampdoria | Stadio Dino Manuzzi\| Arbitro: \| Paparesta (Bari) \| |
| Arbitro:                          | Paparesta (Bari) |       |           |                                                       |

| Torre Annunziata 22 aprile 2000 31ª giornata | Savoia              | 0 – 0 | Cesena | Stadio Alfredo Giraud\| Arbitro: \| Strazzera (Trapani) \| |
| Arbitro:                                     | Strazzera (Trapani) |       |        |                                                            |

| Cesena 30 aprile 2000 32ª giornata | Cesena            | 0 – 0 | Chievo | Stadio Dino Manuzzi\| Arbitro: \| Bonfrisco (Monza) \| |
| Arbitro:                           | Bonfrisco (Monza) |       |        |                                                        |

| Arbitro: | Cesari (Genova) |

|            |           |           |
| Yllana 31’ | Marcatori | 19’ Taldo |

| Arbitro: | Strazzera (Trapani) |

|                 |           |                 |
| Lantignotti 65’ | Marcatori | 84’ Campolonghi |

| Arbitro: | Preschern (Mestre) |

|                     |           |                              |
| Pancu 26’ Taldo 65’ | Marcatori | 67’ C. Bellucci 68’ Stellone |

| Arbitro: | Nucini (Bergamo) |

|                                         |           |                           |
| Bernardini 49’ Palladini 67’ Dicara 85’ | Marcatori | 11’ Pancu 41’ Campolonghi |

| Arbitro: | Racalbuto (Gallarate) |

|                                |           |                                         |
| Campolonghi 64’, 73’ Taldo 67’ | Marcatori | 47’ Malusci 58’ Pisano 71’ De Francesco |

| Arbitro: | Rosetti (Torino) |

|           |           |             |
| Nappi 24’ | Marcatori | 22’ Superbi |

### Spareggi salvezza
| Arbitro: | Messina (Bergamo) |

|                                         |           |                  |
| Castiglione 8’ Bellotto 15’ Colombo 80’ | Marcatori | 30’ (rig.) Taldo |

| Arbitro: | Cesari (Genova) |

|             |           |  |
| Cangini 21’ | Marcatori |  |

### Coppa Italia

#### Turno preliminare Girone 2
| Arbitro: | Nucini (Bergamo) |

|                    |           |                                        |
| Lorenzini 85’, 88’ | Marcatori | 20’ Campolonghi 50’ Pancu 62’ Tresoldi |

| Arbitro: | Guiducci (Arezzo) |

|                 |           |  |
| Baronchelli 48’ | Marcatori |  |

| Arbitro: | Racalbuto (Gallarate) |

|  |           |            |
|  | Marcatori | 24’ Flachi |

| Arbitro: | Rosetti (Torino) |

|                     |           |                            |
| Palmieri 74’ (rig.) | Marcatori | 24’ Campedelli 83’ Barollo |

| Arbitro: | Saccani (Mantova) |

|            |           |            |
| Cevoli 35’ | Marcatori | 2’ Ignoffo |

| Arbitro: | Strazzera (Trapani) |

|                 |           |               |
| Ghirardello 76’ | Marcatori | 10’ M. Longhi |